# L'Orme du mail
L'Orme du mail est un roman de l'écrivain français Anatole France paru en 1897. Il forme le premier volet de la tétralogie l'Histoire contemporaine.

## Résumé
L'intrigue se déroule en France, dans une ville de province dont le nom n'est pas cité, mais qui est un « chef lieu de canton » qu'on peut situer près de Tourcoing. L'action se situe en 1896 ou en 1897 (M. Bergeret déclare en effet au chapitre 13 : « Toutefois la France a déjà survécu vingt-sept ans à l'Empire, quarante-huit ans à la royauté bourgeoise et soixante-six ans à la royauté légitime. »)
L'évêché de Tourcoing étant devenu vacant, deux candidats s'affrontent. L'un d'eux, l'abbé Lantaigne, responsable du grand séminaire, est un érudit, austère et froid, peu ami des idées nouvelles et tourné vers le passé. L'autre, l'abbé Guitrel, est professeur d'éloquence, également au grand séminaire, et a plus de souplesse, ce qui lui permet de mieux réussir dans sa campagne. Tous deux sont également décrits comme sournois et hypocrites, bien loin des vertus chrétiennes qu'ils sont censés incarner.

### Filmographie
- L'Orme du mail, premier téléfilm de la série Histoire contemporaine, réalisation Michel Boisrond, 1981[1].